# (16383) 1981 EV30
1981 إي في 30 (ويعرف أيضًا باسم (16383) 1981 إي في 30 وفق تسمية الكوكب الصغير) (بالإنجليزية: 1981 EV30)‏؛ هو كويكب ضمن حزام الكويكبات.
اكتُشف هذا الجُرم الفلكي بواسطة شيلت جون بوبي في 2 مارس 1981، وترتيبه 16383 من حيث الاكتشاف.

## الوصف
اكتُشف 163831981EV في 2 مارس 1981 في مرصد سايدنغ سبرينغ، الواقع في وارومبونغل، نيوساوث ويلز في أستراليا، بواسطة عالم الفلك الأمريكي شيلت جون بوبي. وقد رصد المشروع 1,545 مشاهدة للكويكب إلى غاية 25 أغسطس 2021 بتوقيت منطقة المحيط الهادئ، أي في مدة قدرها 14,726 يومًا (40.3 عام). تستغرق الفترة المدارية للكويكب 1,610 يومًا (4.4 عام).

## الخصائص المدارية
يتميز مدار هذا الكويكب بنصف محور رئيسي يبلغ 2.69 وحدة فلكية، وحضيض قدره 2.37 وحدة فلكية، وانحراف قدره 0.119 وزاوية ميلان 3.3 درجة بالنسبة لمسار الشمس. بسبب هذه الخصائص، أي نصف المحور الرئيسي بين 2 و3.2 وحدة فلكية وحضيض أكبر من 1,666 وحدة فلكية، يُصنف هذا الجُرم الفلكي وفقًا لقاعدة بيانات مختبر الدفع النفاث لأجرام النظام الشمسي الصغيرة كائنًا من حزام الكويكبات الرئيسي.

## وصلات خارجية
- (16383) 1981 EV30 في قاعدة بيانات مختبر الدفع النفاث لأجرام النظام الشمسي الصغيرة

- الاكتشاف · مخطط المدار ·  العناصر المدارية · المعلمات المادية

- (16383) 1981 EV30 على موقع ويكي سكاي: DSS2, SDSS, GALEX, IRAS, Hydrogen α, X-Ray, Astrophoto, Sky Map, Articles and images